# Movimento per la Francia
Il Movimento per la Francia (in francese Mouvement pour la France, MPF) è stato un partito politico francese, conservatore ed euroscettico.

## Storia
Creato come movimento politico «Combat pour les valeurs» e dalla lista «Majorité pour l'autre Europe» (elezioni europee del 1994), il MPF nacqueil 20 novembre 1994 alla Maison de la Chimie di Parigi con Philippe de Villiers come presidente.
Fu associato a Libertas dal 2008.
Alle elezioni europee del 2009, la MPF guadagna il 4,9% dei suffragi. Philippe de Villiers è vicepresidente del gruppo Europa della Libertà e della Democrazia (in cui risiede la Lega Nord) da luglio 2009.
Il MPF contava 2 deputati all'assemblea nazionale e 2 senatori. Era associato alla maggioranza presidenziale di Nicolas Sarkozy.